# Małgorzata Sterna
Małgorzata Hanna Sterna – polska inżynier informatyk, doktor habilitowana nauk technicznych. Specjalizuje się w teorii algorytmów oraz teorii szeregowania zadań. Profesor uczelni w Zakładzie Teorii Algorytmów i Systemów Programowania Instytutu Informatyki Wydziału Informatyki Politechniki Poznańskiej oraz w Państwowej Wyższej Szkole Zawodowej w Gnieźnie.

## Życiorys
Informatykę ukończyła na Politechnice Poznańskiej w 1996. Stopień doktorski uzyskała na macierzystej uczelni w 2000 roku na podstawie pracy pt. Problems and Algorithms in Non-Classical Shop Scheduling, przygotowanej pod kierunkiem prof. Jacka Błażewicza. Habilitowała się w 2007 na podstawie dorobku naukowego i rozprawy pt. Problemy szeregowania zadań na procesorach dedykowanych z uwzględnieniem kryterium pracy spóźnionej.
Artykuły publikowała w takich czasopismach jak m.in. "European Journal of Operational Research", "Computers & Operations Research", "Omega", "Journal of Scheduling" oraz "Discrete Applied Mathematics".